# Arcfox GT
Arcfox GT – elektryczny hipersamochód wyprodukowany pod chińską marką Arcfox w 2020 roku.

## Historia i opis modelu

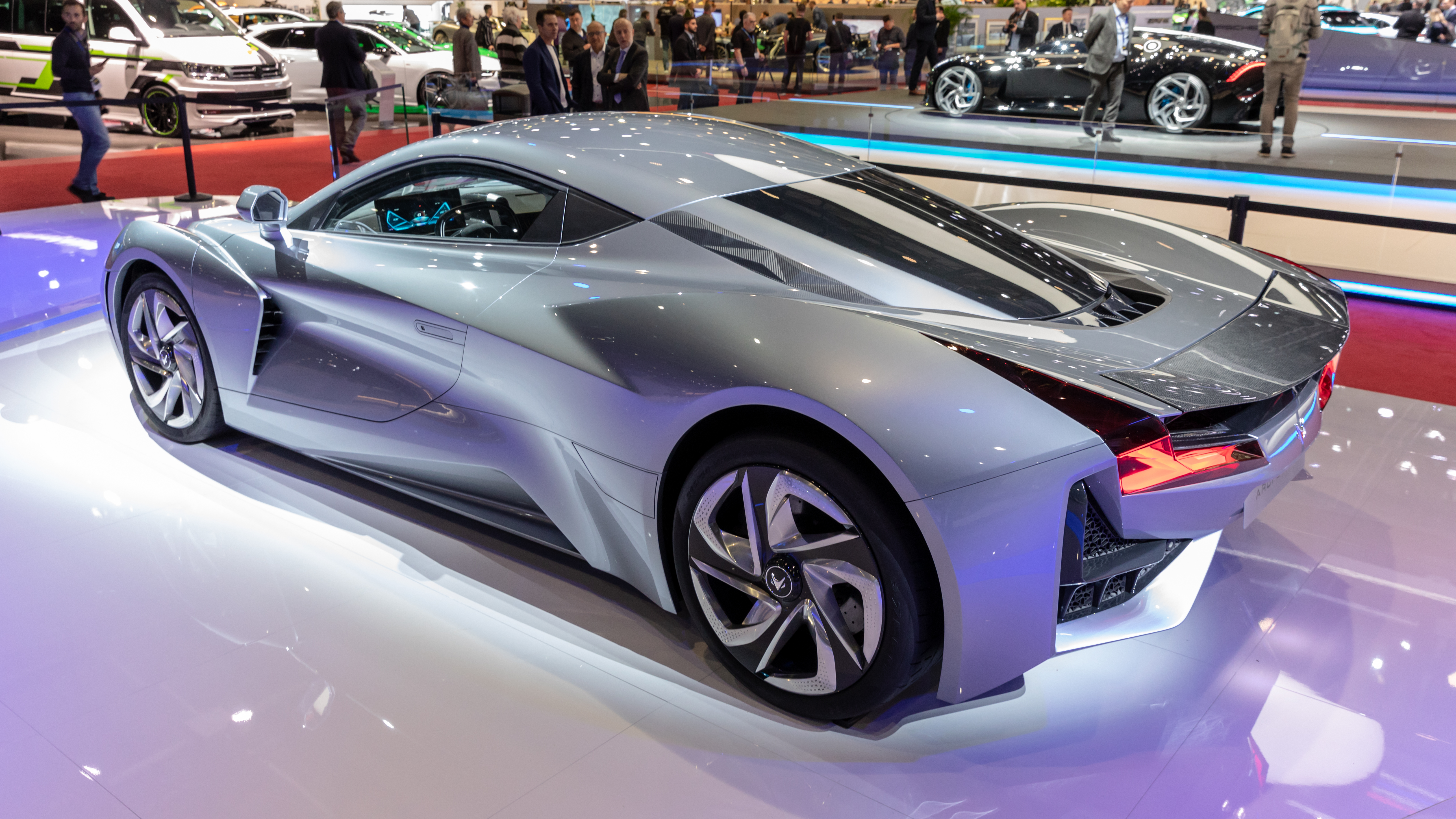
Arcfox GT - tył

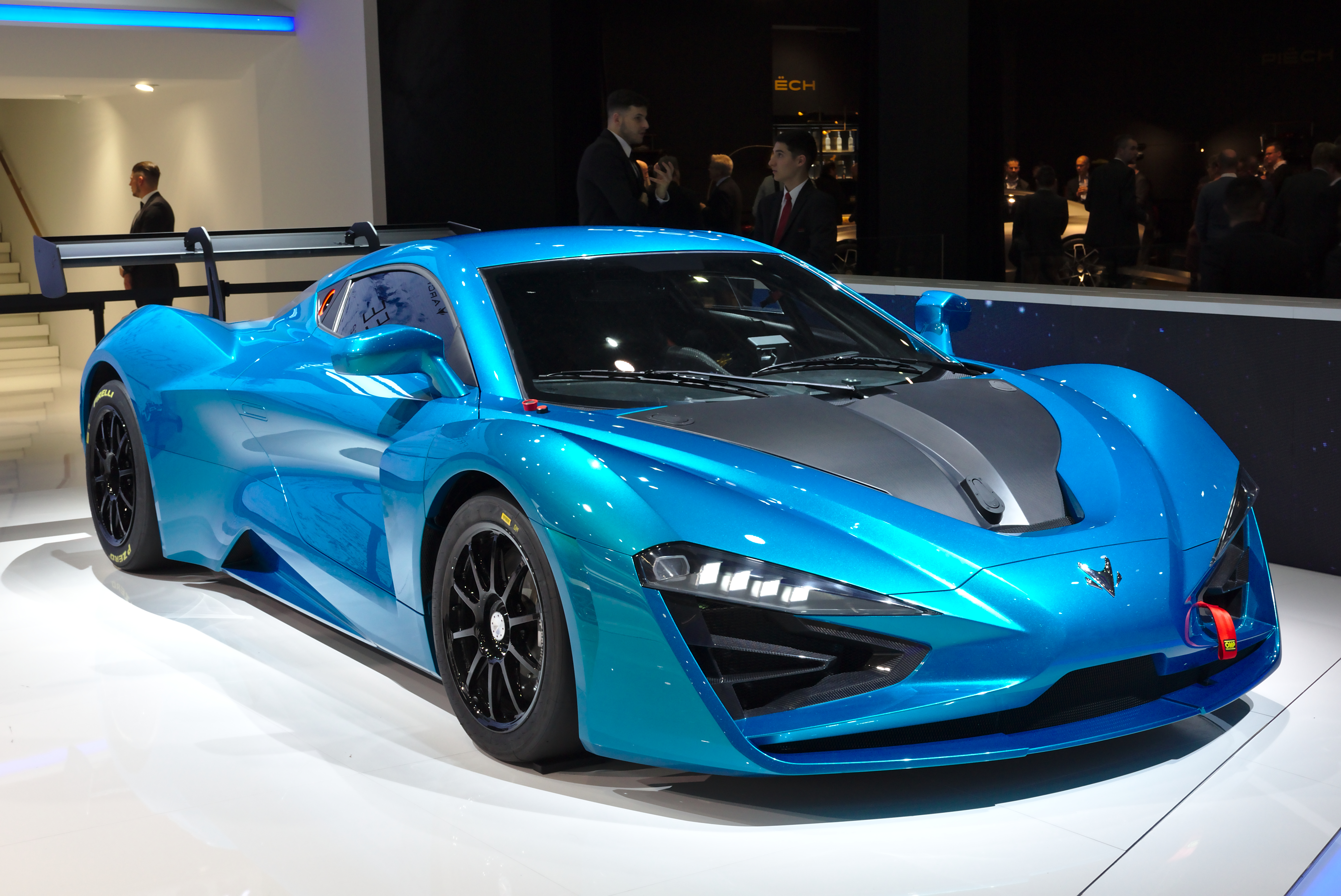
Arcfox GT Race Edition

Podczas Geneva Motor Show w marcu 2019 roku chińskie Arcfox wystawiło swoje stoisko, na którym oprócz prototypu dużego SUV-a ECF przedstawił także supersamochód GT o napędzie elektrycznym. Samochód zyskał charakterystyczną dla tej klasy pojazdów, agresywną stylistykę, z wąskimi reflektorami i szeroko rozstawionymi wlotami powietrza z przodu, a także łagodnie opadającą linią dachu.

### Race Edition
Oprócz podstawowej odmiany o nazwie Street Edition, Arcfox przedstawiło także wariant wyczynowy o nazwie Race Edition. Pod kątem wizualnym wyróżnia się on innym malowaniem nadwozie i charakterystycznymi, podwójnymi pasami na karoserii, a także układem napędowym o mniejszej mocy, ale lepszym momencie obrotowym.

### Dane techniczne
Wariant Street Edition rozwija moc 1200 kW/1609 KM i 800 Nm maksymalnego momentu obrotowego, oferując przyśpieszenie od 0 do 100 km/h w 2,6 sekundy. Prędkość maksymalna to 255 km/h, za to zasięg na jednym ładowaniu to do 400 kilometrów. Wersja Race Edition rozwija 750 kW/1000 KM mocy, ale większy od podstawowego moment obrotowy 1320 Nm.